# 斷線淵龍鰧
斷線淵龍鰧，為輻鰭魚綱鱸形目南極魚亞目淵龍鰧科的其中一種，分布於南冰洋海域，屬深海魚類，棲息深度在水深2580公尺，體長可達17公分。